# 赫里霍里夫卡 (切爾卡瑟區)
49°55′30″N 31°24′20″E / 49.92500°N 31.40556°E

教堂

赫里霍里夫卡（烏克蘭語：Григорівка）是位於烏克蘭中部的村莊，由切爾卡瑟州切爾卡瑟區的博布里齊亞市鎮負責管轄。該村始建於1552年，面積1.86平方公里，海拔高度133米，2007年人口480，人口密度每平方公里258人。